# Поединок (фильм, 1910)
«Поединок» (фильм, 1910) — российская чёрно-белая немая драма режиссёра Андре Мэтра по повести Александра Куприна «Поединок» (1905).

## История
Премьера фильма состоялась 28 сентября 1910 года. Сценарий фильма основан на сюжете одноименной повести А.И. Куприна. До нашего времени фильм сохранился без надписей.

## Сюжет
Подпоручик Ромашов влюбляется в молодую жену своего капитана Александру Николаеву.

## В ролях
- А. Лесногорский — Георгий Алексеевич Ромашов, подпоручик
- З. Мамонова — Шурочка Николаева
- Николай Васильев — Владимир Ефимович Николаев, поручик
- Лидия Сычёва
- Николай Веков

## Съёмочная группа
- Постановка: Андре Мэтр
- Сценарий: Владимир Коненко
- Операторы: Жорж Мейер, Топпи
- Художник-постановщик: Чеслав Сабинский